# È un bracchetto flashdance
È un bracchetto flashdance (It's Flashbeagle, Charlie Brown) è uno speciale televisivo animato del 1984, diretto da Bill Melendez e Sam Jaimes. È il ventisettesimo speciale televisivo basato sui Peanuts di Charles M. Schulz. Dal 2020 è disponibile su Apple TV+ con il titolo È ora di ballare, Charlie Brown.

## Trama
Snoopy veste i panni di un carismatico ballerino scatenandosi alle feste dei suoi amici: il Flashbeagle. Nel frattempo, Piperita Patty insegna agli altri bambini come mantenersi in forma; mentre come di consueto, Sally tenta di ottenere un appuntamento da Linus e Lucy dà ordini a tutti.

## Colonna sonora
Una colonna sonora è stata pubblicata su Disneyland Records con lo stendardo "Charlie Brown Records" (come i precedenti dischi "Read-Along" che la Disney ha pubblicato per i Peanuts) con canzoni di questo speciale. La metà delle altre canzoni è poi apparsa nel documentario televisivo intitolato It's Your 20th Television Anniversary, Charlie Brown, trasmesso nel 1985. Le canzoni sono state scritte da Ed Bogas e Desirée Goyette; Goyette canta anche nell'album, insieme a Joey Scarbury di "Ralph supermaxieroe". È stato prodotto da Bogas, Goyette, il produttore dello speciale Lee Mendelson e Jymn Magon. Bill Meyers, meglio conosciuto per il suo lavoro su Earth, Wind & Fire, il successo "Let's Groove", ha fatto gli arrangiamenti per corno su alcune delle canzoni. L'elenco delle tracce è il seguente:

### Tracce
Lato A
1. Flashbeagle
2. Pigpen Hoedown
3. Don't Give Up, Charlie Brown
4. Peppermint Patty's PE Program (I'm In Shape)
5. Snoopy

Lato B
1. Someday, Charlie Brown (feat. cantata da Robert Towers)
2. Let's Have A Party
3. Lucy Says
4. Woodstock
5. Snoopy's Big Debut

La canzone Let's Have A Party è stata riutilizzata come sigla iniziale della seconda stagione di The Charlie Brown and Snoopy Show.

## Distribuzione

### Edizione italiana
In Italia fu trasmesso su Junior TV negli anni novanta, che continuò a trasmetterlo in replica fino alla chiusura del canale avvenuta il 31 ottobre 2003. Nel 2020 è stato distribuito in streaming da Apple TV+ con un nuovo doppiaggio all'interno della serie I classici Peanuts.

### Doppiaggio
| Nome del personaggio | Doppiatore originale | Doppiatore italiano (anni 90) | Doppiatore italiano (2020) |
| -------------------- | -------------------- | ----------------------------- | -------------------------- |
| Charlie Brown        | Brett Johnson        | Martino Consoli               | Arturo Sorino              |
| Snoopy               | Bill Melendez        | Bill Melendez                 | Bill Melendez              |
| Woodstock            | Bill Melendez        | Bill Melendez                 | Bill Melendez              |
| Linus Van Pelt       | Jeremy Schoenberg    | Renata Bertolas               | Leonardo Cococcia          |
| Lucy Van Pelt        | Heather Stoneman     | Renata Bertolas               | Sara Labidi                |
| Schroeder            | Gary Goren           | Guido Bettali                 | Vittorio Thermes           |
| Tommy                | Gary Goren           |                               |                            |
| Sally Brown          | Fergie               | Angiolina Gobbi               | Matilde Ferraro            |
| Piperita Patty       | Gini Holtzman        | Francesca Vettori             | Ilaria Pellicone           |
| Marcie               | Keri Houlihan        |                               | Bianca Demofonti           |

### Parti cantate
- Gini Holtzman: Piperita Patty
- Kevin Brando:  Schroeder per gruppo vocale
- Brad Kesten: Charlie Brown per gruppo vocale
- David T. Wagner: Linus Van Pelt (accreditato come David Wagner)
- Jessica Lee Smith: Lucy Van Pelt (accreditata come Jessie Lee Smith)
- Joseph Chemay as additional vocalist
- Desirée Goyette e Joey Scarbury: cantanti in "Snoopy" e "Flashbeagle".

### Edizioni home video
In Italia il film è stato distribuito in VHS e DVD da Hobby & Work con il primo doppiaggio e con il titolo È Flashbeagle, Charlie Brown.

## Riconoscimenti
1984 – Primetime Emmy Awards
- Nomination Outstanding Animated Program a Lee Mendelson e Bill Melendez